# Nikola Peković
Nikola Peković (en serbio: Никола Пековић) (Bijelo Polje, 3 de enero de 1986) es un exjugador de baloncesto montenegrino que disputó 6 temporadas en la NBA y otras tantas en Europa. Mide 2,11 metros de altura, y jugaba en la posición de pívot.

## Trayectoria deportiva

### Serbia
Comenzó a jugar en el equipo junior del KK Buducnost en la temporada 2001-02. De allí pasó ya al primer equipo del KK Atlas donde jugó durante tres temporadas, antes de llegar a uno de los mejores equipos de su país, el Partizán de Belgrado. En su primer año allí ayudó con 7,3 puntos y 6,2 rebotes por partido a ganar la Super Liga Serbia. En la Euroliga promedió 7,1 puntos y 3,6 rebotes, jugando su mejor partido ante Unicaja Málaga, anotando 15 puntos.
Al año siguiente volvieron a ganar la Super Liga, subiendo su aportación a los 12,8 puntos y 7,4 rebotes. Ganaron también la Liga del Adriático, derrotando en la final al FMP Zeleznik. En su último año en Belgrado ganó de nuevo la liga de su país y la del Adriático además de vencer en la Copa de Serbia. Fue elegido MVP del All-Star de la Liga del Adriático, tras conseguir 26 puntos y 8 rebotes. Acabó su trayectoria en el Partizan promediando 10,5 puntos y 3,9 rebotes. Fue elegido como integrante del segundo quinteto ideal de la Euroliga 2007-08.

### Grecia
Fue elegido en la trigesimoprimera posición del Draft de la NBA de 2008 por Minnesota Timberwolves, pero a pesar de ello acabó fichando por el Panathinaikos BC de la Liga Griega por 3 temporadas y 4 millones de euros netos. Fue elegido en el quinteto ideal de la Euroliga 2008-09, competición de la que fue campeón con su club.

### NBA
El 28 de julio de 2010 firmó con Minnesota Timberwolves de la NBA.
Regresó al Partizan de Belgrado durante el lockout NBA 2011, en donde destacó como el mejor pívot de la Euroleague, junto a Nenad Krstić, con promedios anotadores de más de 15 puntos por partido. Tras el fin del lockout regresó a Minnesota Timberwolves en donde por fin se asienta como pívot titular con promedios de casi 14 puntos por partido en apenas 27 minutos de juego.
La temporada 2012-2013, jugando junto a Ricky Rubio, fue su mejor temporada en la NBA, con promedios topes de su carrera, incluidas sus estadísticas de Euroliga en el Partizan Belgrado. Fue estadísticamente el mejor pívot europeo de la NBA, por delante de los españoles Marc Gasol, Pau Gasol, Serge Ibaka o de su compatriota Nikola Vučević. Con promedios de 16,3 puntos y 8,8 rebotes por partido, además de un porcentaje de tiros de campo superior al 52% siendo el 4.º mejor pívot de la NBA, solo superado estadísticamente por Brook Lopez, Al Jefferson y Dwight Howard.
La temporada 2016-17 la pasó en blanco por lesión y ahí acabó su carrera en la NBA.

### Selección nacional

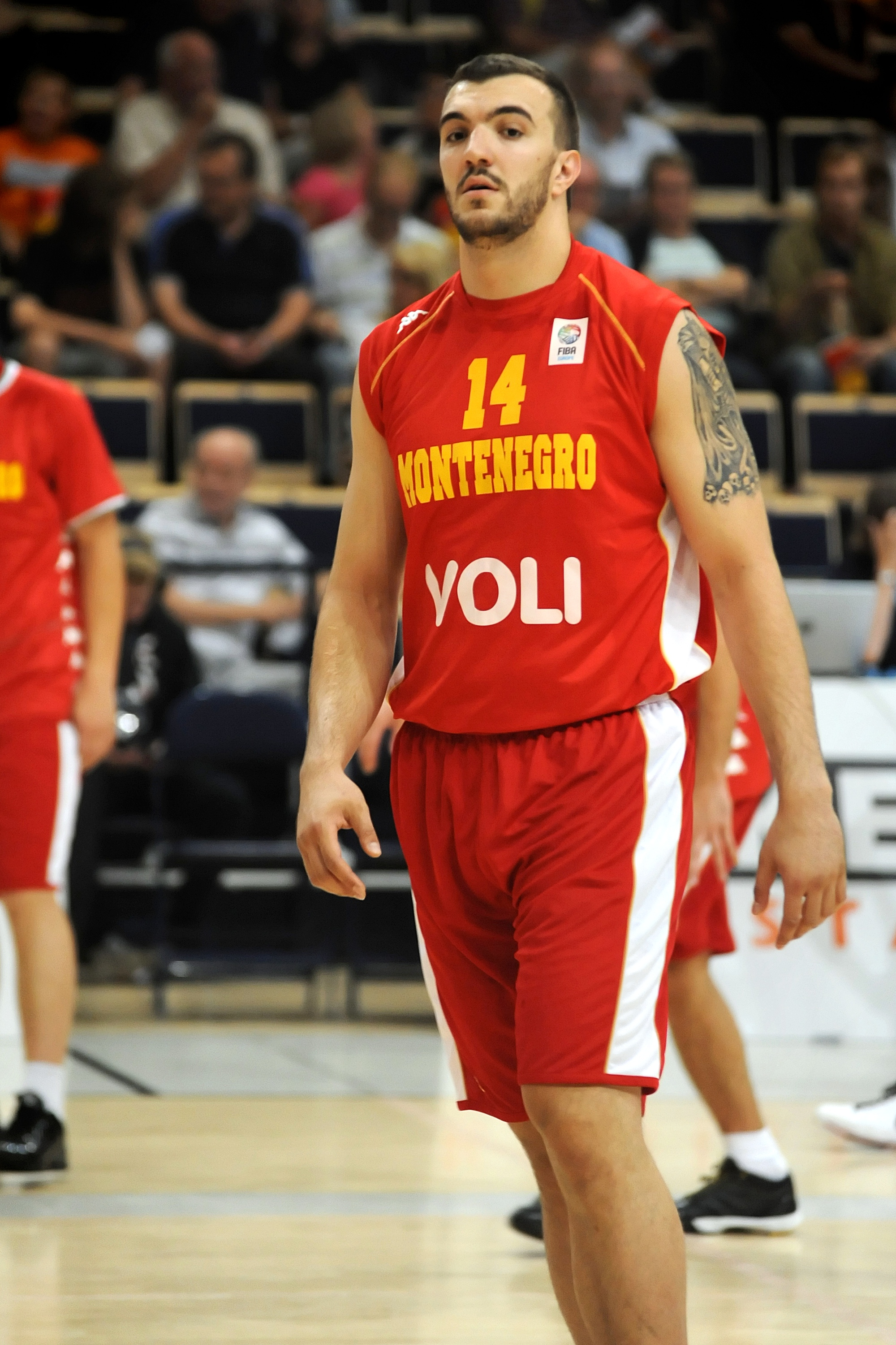
Pekovic, con la selección de Montenegro en 2010.

En 2005 jugó con la selección de Serbia y Montenegro el Campeonato de Europa Sub-20, logrando la medalla de bronce. Al año siguiente ganaron el oro en la misma competición disputada en Esmirna. 
Luego fue miembro de la selección de Montenegro.

## Estadísticas de su carrera en la NBA

### Temporada regular
| Año     | Equipo    | PJ  | PT  | MPP  | %TC  | %3P  | %TL  | RPP | APP | ROB | TPP | PPP  |
| ------- | --------- | --- | --- | ---- | ---- | ---- | ---- | --- | --- | --- | --- | ---- |
| 2010-11 | Minnesota | 65  | 11  | 13.6 | .517 | .000 | .763 | 3.0 | .4  | .3  | .5  | 5.5  |
| 2011-12 | Minnesota | 47  | 35  | 26.9 | .564 | .000 | .743 | 7.4 | .7  | .6  | .7  | 13.9 |
| 2012-13 | Minnesota | 62  | 62  | 31.6 | .520 | .000 | .744 | 8.8 | .9  | .7  | .8  | 16.3 |
| 2013-14 | Minnesota | 54  | 54  | 30.8 | .541 | .000 | .747 | 8.7 | .9  | .6  | .4  | 17.5 |
| 2014-15 | Minnesota | 31  | 29  | 26.3 | .424 | .000 | .837 | 7.5 | .9  | .6  | .4  | 12.5 |
| 2015-16 | Minnesota | 12  | 3   | 13.0 | .380 | .000 | .800 | 1.8 | .9  | .1  | .0  | 4.5  |
| Total   | Total     | 271 | 194 | 24.9 | .518 | .000 | .760 | 6.7 | .7  | .5  | .6  | 12.6 |

## Estadísticas
| Temporada          | P  | PT | TCC | TCI | %TC  | TLC | TLC | %TL  | 3PC | 3PI | %T3  | REB | ASIS | ROB | TAP | PTS | MEDIA |
| SuperLiga Serbia   |    |    |     |     |      |     |     |      |     |     |      |     |      |     |     |     |       |
| 2004-05            | 14 | 0  | 25  | 39  | 41   | 8   | 14  | .571 | 0   | 0   | .000 | 32  | 4    | 8   | 0   | 58  | 4.10  |
| 2005-06            | 15 | 0  | 40  | 63  | .635 | 34  | 45  | .756 | 0   | 0   | .000 | 57  | 2    | 15  | 4   | 114 | 7.60  |
| 2006-07            | 20 | 0  | 74  | 110 | .673 | 73  | 100 | .730 | 0   | 0   | .000 | 80  | 7    | 19  | 11  | 221 | 11.1  |
| 2007-08            | 7  | 0  | 26  | 53  | .491 | 38  | 46  | .826 | 0   | 0   | .000 | 36  | 4    | 5   | 4   | 90  | 12.9  |
| Total              | 56 | 0  | 165 | 265 | .623 | 153 | 205 | .746 | 0   | 0   | .000 | 205 | 17   | 47  | 19  | 483 | 8.60  |
| Liga del Adriático |    |    |     |     |      |     |     |      |     |     |      |     |      |     |     |     |       |
| 2005-06            | 27 | 20 | 67  | 109 | .615 | 62  | 81  | .765 | 0   | 0   | .000 | 96  | 5    | 18  | 17  | 196 | 7.30  |
| 2006-07            | 31 | 24 | 98  | 138 | .710 | 83  | 110 | .755 | 0   | 1   | .000 | 85  | 4    | 19  | 17  | 279 | 9.00  |
| 2007-08            | 28 | 26 | 154 | 225 | .684 | 118 | 148 | .797 | 0   | 0   | .000 | 154 | 21   | 25  | 25  | 426 | 15.2  |
| Total              | 86 | 70 | 319 | 472 | .676 | 263 | 339 | .776 | 0   | 1   | .000 | 335 | 30   | 62  | 59  | 307 | 10.5  |
| Euroliga           |    |    |     |     |      |     |     |      |     |     |      |     |      |     |     |     |       |
| 2005-06            | 14 | 2  | 39  | 68  | .574 | 21  | 31  | .677 | 0   | 0   | .000 | 51  | 4    | 7   | 6   | 99  | 7.10  |
| 2006-07            | 20 | 3  | 35  | 60  | .583 | 25  | 35  | .714 | 0   | 1   | .000 | 51  | 4    | 11  | 6   | 95  | 4.80  |
| 2007-08            | 23 | 14 | 143 | 245 | .584 | 92  | 119 | .773 | 0   | 0   | .000 | 158 | 19   | 16  | 13  | 378 | 16.4  |
| Total              | 57 | 19 | 217 | 373 | .582 | 138 | 185 | .746 | 0   | 0   | .000 | 260 | 27   | 34  | 25  | 572 | 10.0  |